# Tony Snyers
Tony Arthur Emmanuel Snyers (Luik, 5 januari 1890 - onbekend) was een Belgische atleet en diplomaat. Als atleet was hij gespecialiseerd in de middellange afstand en veroverde hij één Belgische titel.

## Biografie

### Atletiek
Snyers werd in 1910 Belgisch kampioen op de 1500 m. Hij was aangesloten bij Football Club Luik. In 1912 was hij een van de stichters van de Belgische Atletiekbond.

### Diplomatie
In 1912 werd Snyers vice-consul in Johannesburg. Tijdens de Eerste Wereldoorlog was hij oorlogsvrijwilliger. Hij was actief in de eerste gemotoriseerde eenheid, in de artillerie en ten slotte als luitenant bij een loopgraafmortier. Na de oorlog werd hij terug diplomaat. Hij was consul in Straatsburg, China en Algiers.

## Belgische kampioenschappen
| Onderdeel | Jaar |
| --------- | ---- |
| 1500 m    | 1910 |

## Palmares

### 1500 m
- 1910:  BK AC – 4.16,0
- 1911:  BK AC

### veldlopen
- 1910:  Le Tour de Spa